# Colydium thomasi
Colydium thomasi är en skalbaggsart som beskrevs av Christian Friedrich Stephan 1989. Colydium thomasi ingår i släktet Colydium och familjen barkbaggar. Inga underarter finns listade i Catalogue of Life.